# En Grundstensnedlæggelse
|  | Denne artikel er oprettet af botten Steenthbot ud fra en ekstern database. Den kan derfor have sproglige fejl eller mangler. Denne skabelon kan fjernes efter kontrol af indholdet. |

En Grundstensnedlæggelse er en dansk dokumentarisk optagelse fra 1917.

## Handling
Lille Amalienborg er det uofficielle navn på et palæ, som entreprenøren Harald Simonsen (1873-1949) i 1917 byggede til privatbolig på den daværende Østerbrogade, nu Dag Hammarskjölds Allé 28, på Østerbro i København, hvor der førhen havde været dyrekirkegård. Bygningen er tegnet af arkitekt Carl Brummer, der havde specialiseret sig i byggeri af villaer og landsteder for det højere borgerskab.

De medvirkende er bygherren: Harald Simonsen og hustru (1877-1949). Murerskeen bliver svunget af deres søn Ib (1902-56) og i hvid kjole med sort hat deres datter Erna (1900-96). Hun blev i 1919 gift med den svenske Grev Hamilton. Til sidst ses den dengang celebre arkitekt Carl Brummer (1964-1953) og hustru.